# Joseph Odermatt
Markus Joseph Odermatt, conosciuto con il nome da religioso Eliseo María e, dopo l'elezione, conosciuto dai suoi fedeli come papa Pietro III (Stans, 13 marzo 1966), è l'attuale pontefice della Chiesa cattolica palmariana.
Nato in Svizzera, è il primo pontefice palmariano a non essere di origini spagnole.

## Biografia
Nato nel 1966 a Stans, nel canton Nidvaldo, Markus Joseph Odermatt è indicato come proveniente da una famiglia religiosa con legami di parentela con San Nicola di Flüe. Entrato nella chiesa cattolica palmariana nel 1985, è stato missionario in Sud America per diciotto anni, divenendo poi responsabile della missione. Nel 1991, dopo aver fatto ritorno, viene consacrato vescovo da Gregorio XVII. Dal 2011 al 2016 è stato segretario di stato della chiesa palmariana sotto il pontificato del suo predecessore, il quale nel 2013 lo nominò suo successore. Odermatt è divenuto il successore di Ginés Jesús Hernández (Gregorio XVIII), dopo che questi lasciò il ministero e la fede palmariana per una relazione sentimentale. Ha assunto il nome di Pietro III.
Dopo la sua elezione, il 2 maggio 2016 ha pubblicato la propria prima enciclica, in lingua tedesca, nella quale ha accusato pubblicamente il papa uscente di aver screditato l'organizzazione con la sua recente intervista e lo accusò altresì di furto nei confronti della sua stessa chiesa per la cifra di 2 milioni di euro di cui si sarebbe appropriato indebitamente, oltre che della sottrazione di altri beni di proprietà esclusiva della chiesa palmariana (tra cui una costosa automobile BMW X6 che era in servizio come "papamobile" palmariana). Accusandolo di apostasia, Pietro III ha duramente paragonato il suo predecessore a Satana e ha dichiarato inoltre come non valide tutte le decisioni da lui prese. Egli ha inoltre stabilito di non poter mai più riammettere Sergio Maria nella chiesa palmariana, nemmeno se avesse fatto atto di pubblico pentimento per le proprie azioni. Successivamente ha disposto la propria cerimonia di incoronazione il 16 luglio successivo nella cattedrale di Palmar de Troya.
Nel 2016 ha abolito ufficialmente il corpo di guardia stabilito dal suo predecessore, ritenendolo non necessario per la sicurezza della sua persona. Nel 2018 ha compiuto il proprio primo viaggio apostolico negli Stati Uniti per prendere parte al primo congresso eucaristico mariano-giuseppino, indetto in occasione del 40º anniversario della fondazione della chiesa palmariana. Durante il suo mandato, la chiesa palmariana ha decretato l'apertura dell'organizzazione al mondo di internet per la prima volta nella sua storia; precedentemente tale pratica era vietata, ma Pietro III ha deciso di sfruttare questo canale per aprire maggiormente al mondo le attività che la chiesa palmariana svolge quotidianamente e raccogliere quindi un numero sempre maggiore di aderenti e simpatizzanti, aprendo un proprio sito web e dei propri profili su TikTok, Facebook, Instagram, Twitter, Pinterest e un canale YouTube.

## Genealogia episcopale (non riconosciuta dalla Chiesa Cattolica)
La genealogia episcopale è:
- Patriarca Eliya XII Denha
- Patriarca Yukhannan VIII Hormizd
- Vescovo Isaie Jesu-Yab-Jean Guriel
- Arcivescovo Augustin Hindi
- Patriarca Yosep VI Audo
- Patriarca Eliya XIV Abulyonan
- Patriarca Yosep Emmanuel II Thoma
- Vescovo François David
- Vescovo Antonin-Fernand Drapier
- Arcivescovo Pierre Martin Ngô Đình Thục
- Papa Gregorio XVII
- Papa Pietro II
- Papa Pietro III